# Escola de Frankfurt

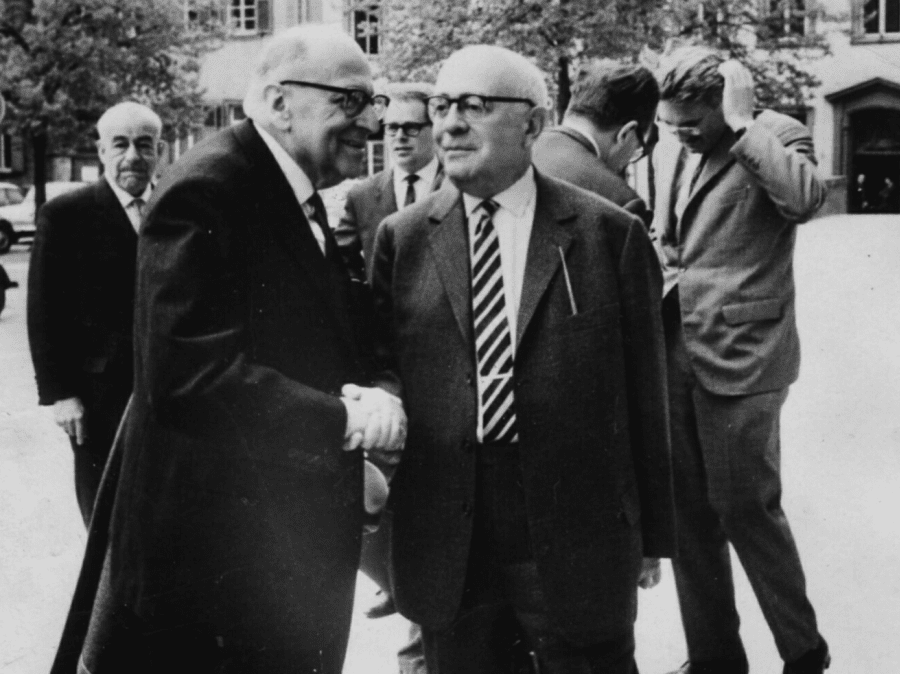
Adorno i Horkheimer, exponents de l'Escola.

Es coneix com a Escola de Frankfurt una tendència filosòfica que s'ha anat desenvolupant en successives generacions de pensadors alemanys agrupats entorn de l'Institut de Recerca Social (en alemany: Institut für Sozialforschung) de Frankfurt, creat el 1922. El seu tret més representatiu, si més no a les primeres etapes, fou l'adscripció al marxisme com a base de les seves reflexions. No obstant això, es tracta en tots els casos d'un marxisme heterodox, que absorbeix elements i influències de corrents diversos, especialment de la psicoanàlisi, per tal de bastir una crítica de la societat postindustrial que abasta temes tan diversos com el qüestionament del valor de la tecnologia, la societat de consum, l'alienació o l'autoritarisme. El pressupòsit d'aquesta crítica el constitueix la transformació de l'ordre establert, tant en l'àmbit individual com col·lectiu, en un sentit pretesament progressista. Les principals figures de l'escola van intentar sintetitzar les obres de pensadors tan diversos com Kant, Hegel, Marx, Freud, Weber i Lukács.
Entre els principals membres d'aquesta escola destaquen Theodor Adorno, Max Horkheimer, Herbert Marcuse, Erich Fromm, Walter Benjamin, els quals són la representació de la primera generació de l'Escola. Pel que fa a la segona generació destaquen Jürgen Habermas i Karl-Otto Apel.
Alguns dels temes més estudiats pels membres de l'Escola de Frankfurt entre 1920 i 1985 van ser quatre: En primer lloc la dialèctica de la raó il·lustrada i crítica de la ciència; en segon les dues cares de la cultura i la discussió de la indústria cultural. També van tractar la qüestió de l'Estat i de les seves formes de legitimitat en la societat de consum moderna, i per acabar cal destacar la seva teoria crítica agreujada pel desencís amb la realitat, el que fa que sigui una "escola del desencant".
El projecte de l'Institut consistia a renovar la teoria marxista de l'època, ja que es va considerar que alguns seguidors de Karl Marx havien adoptat tan sols una selecció molt específica de les seves idees -distorsionant així el conjunt de la teoria- usualment en defensa dels partits comunistes ortodoxos. Va posar l'accent en el desenvolupament interdisciplinari i en la reflexió filosòfica sobre la pràctica científica, i va agrupar estudiosos d'altra banda molt diversos. Va ser la primera institució acadèmica d'Alemanya que va abraçar obertament el marxisme.
Amb l'ascens del nazisme, molts dels seus membres hagueren d'emigrar als EUA, on prosseguiren la docència i on tingueren una considerable influència en els moviments de protesta dels anys seixanta. Després de la Segona Guerra Mundial, la tradició d'aquesta escola de pensament ha continuat en un cert nombre de pensadors alemanys.
Tot i que l'institut continua actiu avui sota la direcció d'Axel Honneth, habitualment es considera Jürgen Habermas l'últim membre de l'Escola de Frankfurt pròpiament dita, encara que no es consideri marxista.

## Història
L'Escola de Frankfurt es va iniciar el 1924, en la cinquena etapa de la filosofia alemanya, després de: Kant i Hegel; Karl Marx i Friedrich Engels; Nietzche i finalment l'esclat de l'existencialisme de Heidegger, la fenomenologia de Husserl i l'ontologia de Hartmann. La producció filosòfica alemanya va reunir al seu voltant un cercle de filòsofs i científics socials atrets pel marxisme, units a finals dels anys 20. En aquest grup destaquen noms com Theodor Adorno, Max Horkheimer, Walter Benjamin, Herbert Marcuse, Leo Löwenthal, Erich Fromm, Jürgen Habermas…Podríem dir que l'Escola de Frankfurt va ser l'últim sospir de la Filosofia alemanya en la seva edat d'or. Va ser creat per Felix Weil, home de negocis jueu i financer del grup, Max Horkheimer, Theodor Adorno i Herbert Marcuse, en un moment d'agitació política i econòmica a Alemanya. L'Escola de Frankfurt, anomenada inicialment Institut d'Investigació Social, va estar dirigida entre 1924 i 1930 per Carl Grünberg, tenia com a objectes d'estudi la història del socialisme, del moviment obrer i de les doctrines econòmiques. Tenia la seva pròpia revista i contribuí a la publicació de textos inèdits de Marx i d'Engels.
Des de 1931, Max Horkheimer dona nova vida a l'Institut i a la revista, la qual amb el títol Zeitschrift für Sozialforschung va esdevenir una publicació de referència.
L'any 1933 Hitler arriba al poder i l'Escola i els seus principals membres han d'exiliar-se a Nova York, on reprenen l'activitat acadèmica sota l'aixopluc de la Universitat de Colúmbia. El seu primer treball va ser Estudis sobre Autoritat i Família, on es qüestionava la vocació de la classe obrera en la revolució industrial.
La història de l'Escola de Frankfurt, amb la creació de l'Institut d'Investigació Social, comprèn un període tan extens, que coincideix en certa manera, amb la història del segle xx. Allò que volia, doncs, era establir una teoria capaç d'interpretar els grans canvis que tenen lloc a principis de segle. Discutien entre els membres per tal d'entendre un món que acabava de superar una guerra de proporcions globals, que es va trobar amb la multiplicació dels mitjans de comunicació, juntament amb la fi de l'autonomia de l'economia i la cultura. Per tant, els diversos problemes experimentats al llarg del segle xx va portar aquesta escola a reflexionar sobre la societat moderna. En conclusió, la diversitat de temes i debats en què van participar aquests teòrics està fora de qualsevol dubte, però el terme en concret d'Escola de Frankfurt va aparèixer només als anys 50. Alguns dels temes més estudiats per aquesta escola van ser:
- La dialèctica de la raó il·lustrada i crítica de la ciència
- Les dues cares de la cultura i la discussió de la indústria cultural
- La qüestió de l'Estat i les seves formes de legitimitat en la societat moderna de consum

Així doncs, veiem que els pensaments dels membres es caracteritza per una gran heterogeneïtat, cosa que farà que alguns estudiosos qüestionin la idea de l'Escola. La primera generació de l'Escola de Frankfurt va englobar diferents membres. Max Horkheimer, Felix Weil i Friedrich Pollock van ser els fundadors. Quan Horkheimer es va convertir en director, va proposar un ambiciós programa d'investigació interdisciplinari, el que explica la gran varietat de temes, i que per tant, es va reunir amb experts de diversos camps. Així doncs, Erich Fromm amb la psicoanàlisi; Horkheimer i Herbert Marcuse amb la filosofia; Leo Lowenthal i Theodor Adorno en l'art o teòrics en ciència i dret polític com Franz Leopold Neumann i Otto Kirchheimer. A més de Henryk Grossmann i Friedrich Pollock en el camp de l'economia. L'objectiu dels seus fundadors i de tota la primera generació va ser presentar un model marxista que podria ser una alternativa al conflicte que va dividir aquest pensament. Per altra banda, el terme "Escola de Frankfurt", com s'explica anteriorment, es tardà, i sorgeix només després de la guerra. Per tant, després de la guerra, el 1945 l'institut torna a Frankfurt i adquireix el terme, però completament reformat. Des dels anys 50, l'únic punt en comú en les obres de l'Escola de Frankfurt és la referència constant a la teoria crítica, la qual cada autor la rellegeix i la reinterpreta a la seva manera. Segons Horkheimer, la teoria crítica no es limita a descriure el funcionament de la societat, però volen entendre-ho a la llum d'una emancipació possible i bloquejada per la lògica mateixa de l'organització social existent, sent efectivament una societat de dones i homes lliures i iguals. En fer una anàlisi de la teoria tradicional i la formulació d'un nou model de la teoria crítica orientada cap a l'emancipació social, Horkheimer considera la primera teoria positivista i a més, cientista. Però des de la dècada de 1960, amb la mort d'Adorno, fa un gir, i comença el que alguns anomenen la segona generació de l'Escola de Frankfurt, amb Jürgen Habermas i la seva teoria de l'acció comunicativa. Habermas prova de basar la seva teoria crítica en una filosofia del llenguatge, basat en una pragmàtica universal i proporcionant la base per a l'acció comunicativa. Habermas no acceptarà el pessimisme en la Dialèctica de la Il·lustració i entendrà que una teoria crítica de la societat no es pot fer únicament en termes d'una crítica de l'economia política. A més, reconeixerà que la percepció del món contemporani d'aquests filòsofs està carregat d'una forta manca de fe en la possibilitat de guanyar l'humanisme, ja que parteixen de les seves experiències amb les formes d'irracionalitat que es van desenvolupar a partir de la guerra i el feixisme.
El que Habermas proposa és tornar a pensar la possibilitat i l'emancipació present en els mecanismes de participació de l'Estat democràtic de dret, que es va convertir en el seu principal tema de recerca des de la dècada de 1990, la formulació d'un nou concepte de racionalitat, diferent de la que ja s'ha indicat en la Dialèctica de la il·lustració, que és la racionalitat instrumental. Proposa un tipus de racionalitat comunicativa, orientada a la comprensió i l'emancipació social.
Per tant, es pot parlar almenys de tres etapes al voltant de les quals es va desenvolupar la Teoria Crítica: 
1. Abans i durant la Segona Guerra Mundial: quan Horkheimer era la principal influència en l'avanç dels treballs i la creença en una "possible emancipació a través d'una revolució proletària"
2. Fase d'incredulitat: quan Adorno pren la direcció intel·lectual de l'Institut i introdueix el tema de la cultura i el desenvolupament de la seva teoria estètica, una versió especial de la teoria crítica.
3. Tercera fase: marcada per les crítiques al "món administrat". Destaca la crítica cultural i l'educació i la recerca de punts de venda, considerada pels seus crítics com apories."

També s'ha considerat l'existència d'almenys una altra fase, a partir de la segona generació de l'Escola de Frankfurt, amb Habermas com el seu exponent principal, on, per a la discussió crítica, el filòsof alemany busca amb la seva teoria de l'acció comunicativa una manera de sortir de l'atzucac creat per Horkheimer i Adorno, mitjançant la proposta d'un nou paradigma: la raó comunicativa.
A partir de 1996 comença el que alguns estudiosos anomenen la tercera generació de l'Escola de Frankfurt. Al maig de 2001 Axel Honneth es va fer càrrec de l'Institut d'Investigació Social, després d'haver estat assistent de Habermas a l'Institut de Filosofia de la Universitat de Frankfurt, entre 1984 i 1990 i va aconseguir Habermas en el seu lloc en 1996. La figura més prominent entre els teòrics de la tercera generació de Frankfurt és Axel Honneth. Els seus estudis se centren en les següents àrees: la filosofia social, política i moral, que s'ocupen principalment de l'explicació teòrica i les relacions de poder crític-normatius, el respecte i el reconeixement en la societat actual.
La idea del reconeixement se separa en diversos conceptes com per exemple el concepte d'intersubjectivitat, en la qual les diferents formes de sociabilitat apareixen en el curs del conflicte en el reconeixement d'una identitat ètnica racial.
Honneth en general basa el seu punt de vista sobre el concepte de reconeixement del jove Hegel assenyalant que els conflictes no només es produeixen per la lògica de la mateixa conservació dels individus, però considera que la integració és duta a terme a partir de la lluita pel reconeixement intersubjectiu on les formes són: l'amor, el dret i la solidaritat.
L'autorealització de l'individu ha de tenir aquestes tres esferes i a les tensions socials i conflictes morals que es produeixen en l'àmbit intersubjectiu de reconeixement.
En l'àmbit del dret i les relacions jurídiques, la història demostra que la conquesta de la social-liberal, polític, dona a conèixer la integració de l'individu a la societat i el reconeixement de l'autonomia individual. A través dels mètodes adequats per reconèixer com a éssers dotats d'igualtat, l'última bola de reconeixement es du a terme com el reconeixement mutu de les qualitats individuals dels valors existents en una comunitat específica, en l'esfera de la solidaritat.
La lluita pel reconeixement apareix quan la falta de respecte i de reconeixement: la violència posa en perill la integritat física i psicològica, és una falta de respecte a l'amor; la violació dels drets individuals i socials i la manifestació radical és l'esclavitud, és una falta de respecte per les normes jurídiques irrespectuoses i la degradació social afecta els sentiments individuals d'honor i la dignitat, és la manca de respecte a la solidaritat. Aquesta manca de respecte a qualsevol de les formes de reconeixement és el que du a terme conflictes socials.

## La crítica dels teòrics de l'Escola de Frankfurt
Pot ser que l'aportació més significativa de l'Escola de Frankfurt hagi estat la formulació de la teoria crítica com la manera de filosofar de la modernitat, per oposició a la teoria tradicional.
Horkheimer considera que la Teoria Tradicional pot resumir-se en tres punts:
1. La teoria s'entén que la Teoria com la formulació de "principis generals i últims", que descriuen i interpreten el món.
2. És una teoria "general" i "abstracta", que es considera autònoma i independent del marc històric i social en què sorgeix.
3. És una "teoria pura", en el sentit d'entendre's com a "mera teoria".

Per contra, la Teoria Crítica es pot caracteritzar de la següent manera:
1. Prossegueix un plantejament que és, en el seu origen, hegelià-marxista, de manera que la teoria està arrelada en el marc i contingut social del pensament i interrelacionada amb la instància social i econòmica.
2. D'altra banda, la teoria crítica sap que és un risc de tota teoria esdevenir una "forma ideològica" de l'estructura bàsica de la societat i que, en qualsevol cas, així ha succeït amb el pensament filosòfic modern que s'ha convertit en una forma ideològica de l'últim capitalisme.
3. Finalment, a la Teoria Crítica no se li amaga l'estreta relació entre "coneixement" i "acció", entre teoria i praxi, entre "raó teòrica" i "raó pràctica" (una raó, aquesta última, que no pot ser confosa amb la "raó instrumental", que només considera els mitjans.

En aquest sentit, l'Escola de Frankfurt ha mostrat la falsedat de la pretesa neutralitat valorativa de la teoria, i en particular de la ciència, tal com l'entenia Max Weber. Per a l'Escola de Frankfurt la teoria ha d'estar al servei de la transformació pràctica de la societat. En definitiva, la Teoria Crítica sorgeix davant l'experiència històrica de la irracionalitat de la societat industrial que porta a la deshumanització. En aquest sentit, la pregunta clau de l'Escola és la de les raons que portaren a la destrucció de la Raó per la Raó mateixa.
La cultura no és verdaderament més que en el seu sentit crític - implícit, i l'esperit, quan l'oblida, es venja de si mateix en els crítics que ell mateix cria. La crítica és un element inalienable de la cultura, en si mateixa contradictòria; i amb tota la seva no-veracitat és la crítica tan veritable com la cultura és fal·laç. La crítica no fa mal perquè dissolgui -això és, per contra, el millor d'ella-, sinó en la mesura que obeeix les formes de la rebel·lió.

## Teoria de la conspiració cultural del marxisme
El Marxisme cultural no es va iniciar als anys 60, sinó el 1919 un cop finalitzada la Primera Guerra Mundial. La teoria Marxista havia previst que en l'hipotètic cas d'una gran guerra europea, la classe obrera d'Europa lluitaria per enderrocar el capitalisme i crear el comunisme. Però el fet és, que el 1914, quan la guerra va arribar, això no va succeir. Dos teòrics Marxistes, Antonio Gramsci a Itàlia i Georg Lukacs a Hongria coincidien en la mateixa resposta a l'hora de respondre el perquè no havia set possible. Afirmaven que la cultura Occidental, juntament amb la religió cristiana havien cegat a la classe obrera que el Comunisme era impossible a l'Oest. El 1923, inspirats en part per Lukacs, un grup de marxistes alemanys va establir un grup de pensadors a la Universitat de Frankfurt anomenat Institut per la Investigació Social. Aquest, en breu, va ser conegut com l'Escola de Frankfurt i va convertir-se en el creador del Marxisme cultural.

## Principals membres
- Theodor Adorno: Probablement el pensador més definitori de l'Escola de Frankfurt. A la Universitat de Frankfurt va estudiar filosofia, sociologia, psicologia i música, àrees sobre les quals va realitzar importants contribucions teòriques. Va col·laborar en la direcció de l’Institut amb el seu primer director, Max Horkheimer. Les seves obres filosòfiques més importants són Dialèctica de la Il·lustració (Dialektik der Aufklärung, 1947, de la qual és coautor Max Horkheimer) i Dialèctica Negativa (Negative Dialektik, 1967).[7]

- Max Horkheimer: Va ser nomenat director de l'Institut el 1930. Va ser un dels fundadors i el principal animador del grup. Va iniciar un programa de recerca sota el nom de "teoria crítica de la societat", on explorava des d'una perspectiva global les relacions entre diferents àmbits com l'economia, la història o la sociologia. Juntament amb Theodor W. Adorno va redactar l'obra més emblemàtica i polèmica de l'Escola de Frankfurt, Dialèctica de la il·lustració (Dialektik der Aufklärung, 1947).[8]

- Walter Benjamin: Assagista, crític literari, traductor, filòsof i sociòleg de la cultura, va ser un dels membres més influents de l'Escola de Frankfurt. El seu pensament estava molt lligat al materialisme marxista, l'idealisme de Hegel o el misticisme jueu de Gershom Scholem. Benjamin va ser un gran admirador de la llengua i cultura franceses, i va traduir a l'alemany obres fonamentals de Charles Baudelaire i Proust. La seva tasca de traductor se solapa amb la de crític literari.[9]

- Herbert Marcuse: Filòsof i sociòleg alemany, i una de les figures bàsiques de la primera generació de l'Escola de Frankfurt. Els seus llibres, les seves idees i la seva participació activa van ser molt influents en els grans moviments que van mobilitzar Europa i els Estats Units als anys seixanta.[10]

- Günther Anders: Va ser un dels assagistes i filòsofs més importants de la llengua alemanya durant el segle xx. Va ser un dels pioners en reflexionar sobre els efectes de la tecnologia i els mitjans de comunicació. Destaca per Die antiquiertheit des Menschen (La naturalesa antiquada de l'home) on mostra les seves reflexions al voltant dels efectes dels mitjans de comunicació sobre la societat.

- Alfred Sohn-Rethel: Filòsof i economista marxista basat en l'epistemologia. La seva influència va ser clau en dos camps: la naturalesa de l'abstracció real i l'estudi de les polítiques econòmiques que van afavorir el sorgiment del feixisme alemany. Tot i tenir diferents obres importants, cal destacar Economy and class structure of German fascism (Economia i Classe Estructura del feixisme alemany).

- Leo Löwenthal: Va ser un sociòleg alemany, caracteritzat per la seva reflexió filosòfica de la literatura, partint des d'una anàlisi crítica de l'existent. Va ser un dels membres fundadors de l'Escola de Frankfurt, on va començar investigacions sobre la sociologia i la literatura, i on va entrar en connexió amb Erich Fromm i la psicoanàlisi. Va dur a terme diferents treballs sobre la sociologia de la literatura com els seus Estudis sobre la literatura europea del Renaixement a la Modernitat. Cal destacar dues de les seves obres: Literatura i cultura de masses i La consciència cívica a la literatura.[11]

- Franz Leopold Neumann: Activista polític, advocat i escriptor alemany que analitzà la tendència de l'individu a simpatitzar amb moviments totalitaristes, quan aquest es troba sota els efectes psicològics de la por. Va posar de manifest les repercussions del fenomen psicològic de la por en les democràcies de la postguerra. Dins l'Escola de Frankfurt l’orientació de Neumann és rellevant perquè articula una perspectiva de l'espai públic que no es troba, per exemple, a les obres de Horkheimer o Adorno. Per a Neumann, tan sols els individus que estiguin lliures de les “limitacions internes” associades al fenomen psicològic de la por poden participar en l'espai públic democràtic i actuar com a ciutadans.[12]

- Friedrich Pollock: Va ser un sociòleg, economista i filòsof alemany cofundador de l'Institut d'Investigació Social. Des de la dècada de 1930 va desenvolupar la seva tesi sobre el Capitalisme d'Estat. Aquesta tesi servia tant per als sistemes liberals clarament intervinguts per l'Estat, com per a l'experiment soviètic, que era considerat com una prova d'aquesta tendència general de l'Estat a intervenir en l'economia. La seva tesi englobava el sorgiment en ambdues societats, capitalistes i socialistes, de la intervenció de l'Estat. L'anàlisi econòmica de Pollock va fer una contribució significativa en el procés de construcció de la teoria filosòfica dels dos principals representants de la primera Escola de Frankfurt, Max Horkheimer i Theodor Adorno, i va donar un impuls important a la formulació de la seva Dialèctica de la Il·lustració.

- Erich Fromm: Va ser un psicoanalista alemany nacionalitzat als Estats Units, on es va establir l'any 1934. Allà va ser director de l'Escola de medicina de Mèxic on va aplicar la psicoanàlisi a les investigacions històrico-socials. Anteriorment va ser professor a l'Institut de Psicoanàlisi de Frankfurt, adscrit a l'Escola de Frankfurt, on va desenvolupar elements d'una antropologia freudo-marxista i va estudiar els factors socioeconòmics en el desenvolupament de la neurosi.

- Jürgen Habermas: Va estudiar Filosofia, Psicologia, Literatura Alemanya i Economia a la Universitat de Gotinga, Zuric i la Universitat de Bonn. En aquesta última va dur a terme la seva tesi doctoral sobre Friedrich Schelling. Va ser el representant més rellevant de la segona generació de l'Escola de Frankfurt i un dels principals representants de la Teoria Crítica.

- Alfred Schmidt: Va estudiar inicialment Filologia i Literatura Clàssica i Anglesa a la Universitat Goethe de Frankfurt. A partir de la seva assistència a classes de filosofia de Max Horkheimer va redirigir els seus estudis cap a la Filosofia, on va desenvolupar un profund coneixement de la història del materialisme filosòfic. Va ser un dels principals experts en la història de la filosofia.[13]

- Oskar Negt: Filòsof i sociòleg alemany, tot i que va estudiar Dret i Filosofia a Gotinga i més tard va cursar estudis en Sociologia. El seu pensament i les seves obres les va basar a partir d'experiències pràctiques significatives.

- Karl A. Wittfogel: Va ser un dramaturg i historiador d'origen alemany. Inicialment va ser marxista i formava part del Partit Comunista d'Alemanya, però després de la Segona Guerra Mundial es va convertir en un ferotge anticomunista. Despotisme oriental: estudi comparatiu del poder totalitari és l'obra per la qual Wittfogel és especialment conegut.

- Axel Honneth: És el representat més destacat de la tercera generació de l'Escola de Frankfurt. Va estudiar Filosofia i Sociologia, i actualment és el director de l'Institut d'Investigació Social de la Universitat Goethe de Frankfurt. Els seus treballs es basen en la Sociologia, la Filosofia pràctica (especialment en la Teoria de la Justícia) i la Psicologia social.[14]

- Susan Buck-Morss: Professora de filosofia política al CUNY Graduate Center de Nova York, on forma part de la comissió de globalització i canvi social. Va estudiar Filosofia a l'Escola de Frankfurt. El seu treball genera creuaments entre diferents disciplines, com ara la Història de l'Art, l'Arquitectura, la Literatura Comparada, els Estudis Culturals, els Estudis Alemanys, la Filosofia, la Història i la Cultura Visual. Els seus últims treballs, com La història com la cosmologia de la Modernitat, es concentren en la filosofia de la història.[15]

## Persones vinculades
- Siegfried Kracauer
- Karl August Wittfogel
- Alfred Sohn-Rethel
- Hartmut Rosa
- Ernst Bloch
- Hannah Arendt
- Bertrand Russell
- Albert Einstein
- Enzo Traverso